# أغبه
أغبه هي بلدة لبنانية تقع في قضاء كسروان أحد أقضية محافظة جبل لبنان. وتعتبر مدينة جونيه عاصمة القضاء.